# Salvatore Ferragamo
Salvatore Ferragamo (1898-1960) was een Italiaans schoenontwerper. Naast de Italiaanse vedettes Sophia Loren en Claudia Cardinale ontwierp Ferragamo voor Amerikaanse diva's als Greta Garbo, Marilyn Monroe, Anna Magnani en Audrey Hepburn. 
Sinds 1995 is in het Palazzo Spini Feroni in Florence, waar hij zijn winkel had, het Museo Salvatore Ferragamo gevestigd, gewijd aan zijn ontwerpen.

## Biografie
Ferragamo groeide op als elfde van veertien kinderen in Bonito, 100 kilometer van Napels. Op zijn elfde ging hij in de leer bij een schoenmaker in de stad, maar naar twee jaar keerde hij terug naar Bonito en opende daar zijn eigen zaak. Toen de klandizie tegenviel, trok hij, zoals zovele Italianen in die dagen, naar Amerika. Hij voegde zich bij zijn broer in Boston, die daar in een moderne schoenfabriek werkte. Toen hij genoeg kreeg van de massaproductie en massakwaliteit, sloot hij zich aan bij zijn andere broer, in Santa Barbara, Californië. Hij opende een schoenwinkel en ging ontwerpen voor de sterren in de opkomende filmindustrie. In 1923 vestigde hij de Hollywood Boot Shop. Maar in 1927 keerde hij terug naar Italië in de hoop, dat hij daar kwalitatief betere schoenen zou kunnen maken.
Hij bezat al twee werkplaatsen toen hij in 1936 een winkel opende in het Palazzo Spini Feroni in de Via de' Tornabuoni te Florence. Datzelfde jaar patenteerde hij zijn beroemdste ontwerp: de zeppa di sughero ofwel sleehak van kurk. Deze zomerschoen werd in de jaren '40 en '50 razend populair in Europa en Amerika.
Na zijn dood in 1960 zetten zijn zoons zijn bedrijf voort.
- Bibsys: 14008265
- Biblioteca Nacional de España: XX1754563
- Bibliothèque nationale de France: cb144528124 (data)
- CiNii: DA10467979
- Gemeinsame Normdatei: 119347156
- International Standard Name Identifier: 0000 0000 8365 9724
- KulturNav: c4186fb4-5218-42ac-a37c-ce25f8b11659
- Library of Congress Control Number: n85066123
- Bibliotheek van het Japanse parlement: 00536356
- Nationale Bibliotheek van Tsjechië: xx0109670
- Nationale Bibliotheek van Israël: 987012383982005171
- Nederlandse Thesaurus van Auteursnamen: 072060433
- Istituto Centrale per il Catalogo Unico: VEAV016427
- SNAC: w69w1mf7
- Système universitaire de documentation: 059705019
- Virtual International Authority File: 25410609
- WorldCat: E39PBJpjdDQBVtMVfwKJ8p6R8C